# Styringomyia nepalensis
Styringomyia nepalensis är en tvåvingeart som beskrevs av Edwards 1914. Styringomyia nepalensis ingår i släktet Styringomyia och familjen småharkrankar. Inga underarter finns listade i Catalogue of Life.